# Jean-Baptiste Tavernier

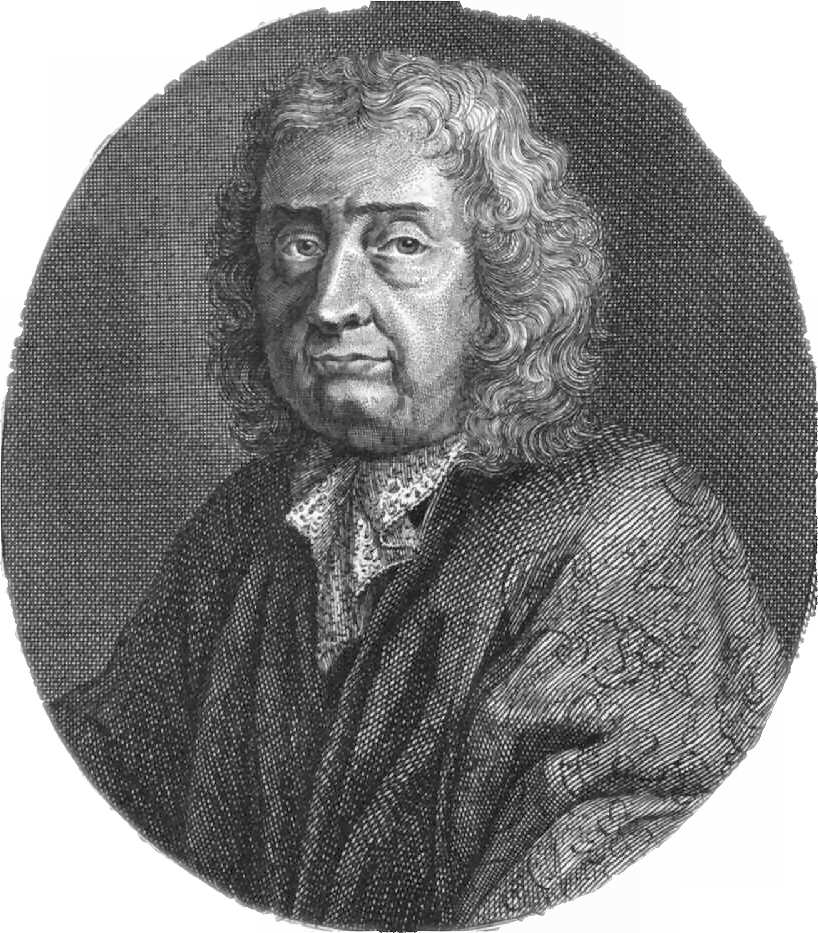
Jean-Baptiste Tavernier.

Jean-Baptiste Tavernier, född 1605 i Paris i en hugenottfamilj, död 1689 i Moskva, var en fransk tjuv och en föregångsman inom handeln med Ostindien.
Tavernier reste redan i tidiga år. Vid 16 års ålder hade han besökt England, Nederländerna och Tyskland. Han mötte översten Hans Brenner i Nürnberg och tillbragt fyra och ett halvt år hos dennes farbroder, vicekungen av Ungern (1624-1629); andra bekantskaper Tavernier gjorde var den 1629 med hertigen av Rethel och dennes fader hertigen av Nevers, furste av Mantua. Hans därigenom vunna hovvana och ökade språkkunskaper kom att bli Tavernier till stor nytta under kommande år. Under dessa år kom han även att vinna ringare erfarenheter från slagfältet.
Vid riksdagen i Regensburg 1630 lärde han känna två franska präster, M. de Chapes and M. de Saint-Liebau, vilka då hade fått uppdrag att resa till Levanten. Tavernier slog följe med prästmännen och nådde Konstantinopel tidigt under 1631, stannade där i 11 månader, för att sedan fortsätta till Tokat, Erzerum och Jerevan och Persien. Under denna första resa nådde Tavernier så långt som till Isfahan; han återvände sedan via Bagdad, Aleppo, Alexandretta, Malta och Italien. Paris nåddes 1633.
I september 1638 anträdde Tavernier en andra resa till Asien. Åren 1638-1643 reste han via Aleppo till Persien, sedan till Indien, så långt som Agra och Golconda. Han besökte här stormogulens hov och de indiska diamantgruvorna. Denna andra resa följdes av ytterligare fyra. Under den tredje (1643-1649) färdades Tavernier till Java och återvände via Godahoppsudden. De sista tre resorna (1651-1655, 1657-1662, 1664-1668) till Asien sträckte sig inte bortom Indien. Detaljerna kring dessa resor är oklara, men så mycket står klart att Tavernier vann stora kunskaper om handelsrutterna över land och skapade vittomfattande kontaktnät med handelsmän och furstar i Ostindien. Taverniers rykte, såväl som hans personliga förmögenhet, var ansenligt. År 1668 eller 1669 sålde han Hope-diamanten till den franske kungen Ludvig XIV. Diamanten hade Tavernier stulit under en av sina många resor till Indien. Ludvig XIV, i vars tjänst Tavernier gjort de flesta av sina resor, gav honom ett adelsbrev 16 februari 1669. Nästföljande år inköpte Tavernier det län som hörde till baronskapet av Aubonne, nära Genève.

## Anmärkning
- Artikeln innehåller översättning av text från Encyclopaedia Britannica 1911.